# George Washington Carmack
Pour les articles homonymes, voir George Washington et Carmack.
George Washington Carmack, né le 24 septembre 1860 à Port Costa (Contra Costa Co, Californie) et mort le 5 juin 1922 à Vancouver, est un aventurier et prospecteur américain. 

## Biographie
Orphelin de mère à 8 ans et de père à 11, Carmack s'engage d'abord dans l'United States Marine Corps où il sert sur l' USS Wachusett puis, se voyant refuser une visite à sa sœur malade (1882), déserte. Il gagne l'Alaska en 1885 et y épouse en 1887 Shaaw Tláa, une Tagish.
En 1896, il découvre la Bonanza puis, en 1897, traverse le col de Chilkoot. Il est considéré comme le découvreur de la première pépite d'or qui déclenche en 1896 la ruée vers l'or. 
Il meurt à Vancouver en Colombie-Britannique, et non à Seattle comme l'indique souvent de nombreuses sources et bien qu'il y soit installé depuis 1900, mais est inhumé au Evergreen Washelli Memorial Park (en).  
Jules Verne le mentionne dans son roman Le Volcan d'or (partie 1, chapitre X) et, comme dans sa source, le Voyage au Pays des Mines d'or : le Klondike de Raymond Auzias-Turenne, écrit Georgie Mac Cormack. 
Carmacks (Yukon) a été nommée en son honneur.